# Faradayův paradox

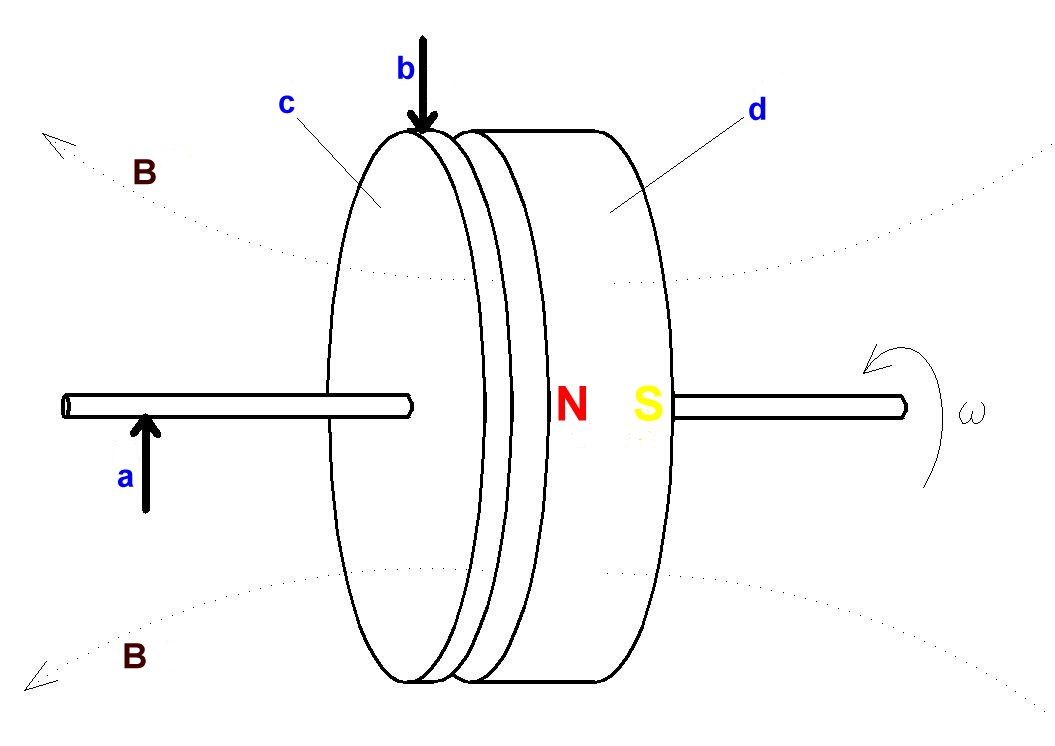
Faraday paradox - stacionární kartáče a,b; stacionární disk c; rotující magnet d, který působí na disk vektorem magnetické indukce B

Faradayův paradox se jeví z pohledu moderní elektrodynamiky jako zcela vyřešený fenomén.
Již samotný Michael Faraday na tento problém narazil a nikdy nebyl spokojen s jeho vysvětlením, i když jako první slovně formuloval Faradayův zákon. Později tento zákon matematicky popsal James Clerk Maxwell. Jeho laboratorní podmínky umožnily provést jednoduché experimenty s vodivým diskem, kartáči a magnetem, které jsou schematicky naznačeny ve zjednodušené verzi Faraday generátoru na obrázku 1.
Jsou zde tři varianty vzájemné interakce disku a magnetu:
1. disk s kartáči jsou stacionární a magnet se otáčí - neindukuje se žádné napětí
2. disk se otáčí vůči stacionárním kartáčům a magnet je stacionární - indukuje se napětí
3. disk se otáčí vůči stacionárním kartáčům a magnet se otáčí s diskem - indukuje se napětí

Vysvětlující teorie se dají rozdělit na dvě linie:
1. ta, která zachovává Faradayův zákon v neměnné podobě. Tato linie je reprezentována moderní teoretickou elektrodynamikou, která se považuje za nejlépe prověřenou disciplínu. Opírá se o relativistické vysvětlení, ve kterém se upřednostňuje inerciální soustava rámu před inerciální soustavou magnetu. Toto vysvětlení vychází z předpokladu zachování kontinuity magnetického pole pro vnitřní i vnější magnetický tok. Hlavním kritériem je pohyb indukčních čar vůči vnějšímu nebo vnitřnímu obvodu, který vodič s generátorem uzavírá. Z tohoto pohledu se o žádný paradox nejedná, protože např. dle třetí varianty jsou indukční čáry magnetu vůči disku v klidu a vůči rámu s kartáči a vodičem obvodu jsou v pohybu. V případě první varianty jsou indukční čáry magnetu v pohybu vůči vnějšímu i vnitřnímu vodivému okruhu - dochází tak k rovnováze EMF na vnitřní i vnější části generátoru a výsledné indukované napětí je nulové.
2. ty, které Faradayův zákon zpochybňují. Těchto teorií je minimum a vznikaly převážně za dob života Faradaye. Do prosazení Maxwellových rovnic (zveřejněné roku 1865) převládal názor, že indukované napětí je způsobeno jiskřením kartáčů, které vzniká na třecích plochách disku.